# Boarmia amplaria
Boarmia amplaria là một loài bướm đêm trong họ Geometridae.